# ريتشارد وانغ
ريتشارد وانغ هو لاعب شطرنج كندي، ولد في 17 سبتمبر 1998 في غريتر سودبوري في كندا.

## وصلات خارجية
- ريتشارد وانغ على موقع الاتحاد الدولي للشطرنج (الإنجليزية)
- ريتشارد وانغ على موقع مباريات الشطرنج (الإنجليزية)
- ريتشارد وانغ على موقع 365Chess.com (الإنجليزية)
- ريتشارد وانغ على موقع Chesstempo.com (الإنجليزية)